# Джак Уордън
Джак Уордън (на английски: Jack Warden) е американски актьор.

## Биография
Той е роден на 18 септември 1920 година в Нюарк в семейство на инженер. Изключен от гимназията, за известно време е професионален боксьор, а през 1938 година постъпва във Военноморския флот. Уволнява се след Втората световна война и става актьор, първоначално в телевизията, а от 1951 година и в киното. На два пъти е номиниран за Оскар за поддържаща роля – за участието си във филмите „Шампоан“ („Shampoo“, 1975) и „Раят може да почака“ („Heaven Can Wait“, 1978).
Джак Уордън умира на 19 юли 2006 година в Ню Йорк.

## Избрана филмография
| Година | Филм                         | Оригинално заглавие     | Роля                  | Режисьор         |
| ------ | ---------------------------- | ----------------------- | --------------------- | ---------------- |
| 1953   | Оттук до вечността           | From Here to Eternity   | ефрейтор Бъкли        | Фред Зинеман     |
| 1957   | Дванадесет разгневени мъже   | 12 Angry Men            | съдебен заседател 7   | Сидни Лумет      |
| 1959   | Този вид жена                | That Kind of Woman      | Сержант Джордж Кели   | Сидни Лумет      |
| 1963   | Рифът на Донован             | Donovan's Reef          | доктор Уилям Дедам    | Джон Форд        |
| 1975   | Шампоан                      | Shampoo                 | Лестър                | Хал Ашби         |
| 1976   | Цялото президентско войнство | All the President's Men | Гари Розенфелд        | Алън Пакула      |
| 1978   | Раят може да почака          | Heaven Can Wait         | Макс Коркъл           | Уорън Бейти      |
| 1978   | Смърт край Нил               | Death on the Nile       | д-р Лудвиг Беснер     | Джон Гилермин    |
| 1979   | Шампионът                    | The Champ               | Джаки                 | Франко Дзефирели |
| 1979   | И справедливост за всички    | ...And Justice for All. | съдия Френсис Рейфорд | Норман Джуисън   |
| 1990   | Пакостник                    | Problem Child           | „Биг Бен“ Хили старши | Денис Дюган      |
| 1995   | Могъщата Афродита            | Mighty Aphrodite        | Тирезий               | Уди Алън         |